# Polydora cirrosa
Polydora cirrosa är en ringmaskart som beskrevs av Rioja 1943. Polydora cirrosa ingår i släktet Polydora och familjen Spionidae. Inga underarter finns listade i Catalogue of Life.